# Михайловка (Большереченський район)
Михайловка (рос. Михайловка) — присілок у Большереченському районі Омської області Російської Федерації.
Належить до муніципального утворення Євгащинське сільське поселення. Населення становить 11 осіб.

## Історія
Згідно із законом від 30 липня 2004 року органом місцевого самоврядування є Євгащинське сільське поселення.

## Населення
| 1926 | 2002 | 2010 |
| ---- | ---- | ---- |
| 526  | ↘58  | ↘11  |